# Schuur (Haarlem)
De Schuur, tot 1 september 2021 bekend als de Toneelschuur, is een theater en filmtheater in het centrum van Haarlem. Voor het filmgedeelte van de Schuur werd vaak de naam Filmschuur gebruikt. De organisatie realiseert ook eigen voorstellingen onder de naam Toneelschuur Producties. Schuur neemt deel aan het samenwerkingsverband Cineville.

## Geschiedenis
De Schuur begon eind jaren zestig als actiegroep Toneelschuur om avantgardistische theatervernieuwing in Haarlem te verwezenlijken. 2 maart 1970 werd een eigen vlakke zaal op de bovenverdieping van Smedestraat 23 geopend die plaats bood aan 80 bezoekers. In 1976 kregen ze de beschikking over de benedenverdieping met een zaal die plaats bood aan 162 bezoekers.
Het theater bevindt zich sinds 2003 in de Lange Begijnestraat, naast PHIL Haarlem. In het gebouw bevinden zich twee theaterzalen, twee filmzalen, een foyer en een café. De totale capaciteit van de vier zalen gezamenlijk bedraagt 570 bezoekers. Het ontwerp van het pand is van Joost Swarte en Mecanoo. Het gebouw is onderdeel van het Appelaar-project op het voormalige Enschedé-terrein.

## Fotogalerij

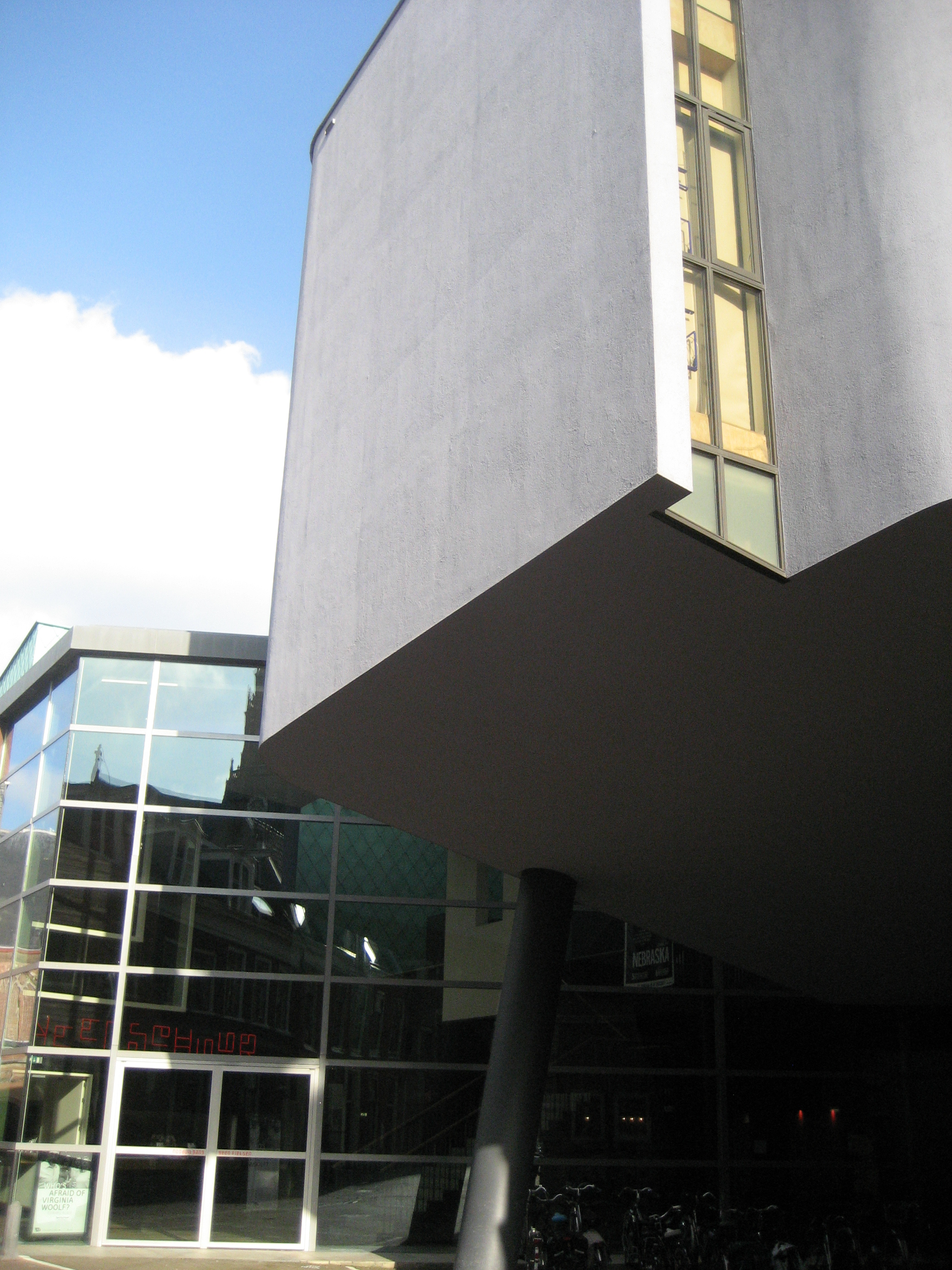
Detail van het huidige pand in de Lange Begijnestraat
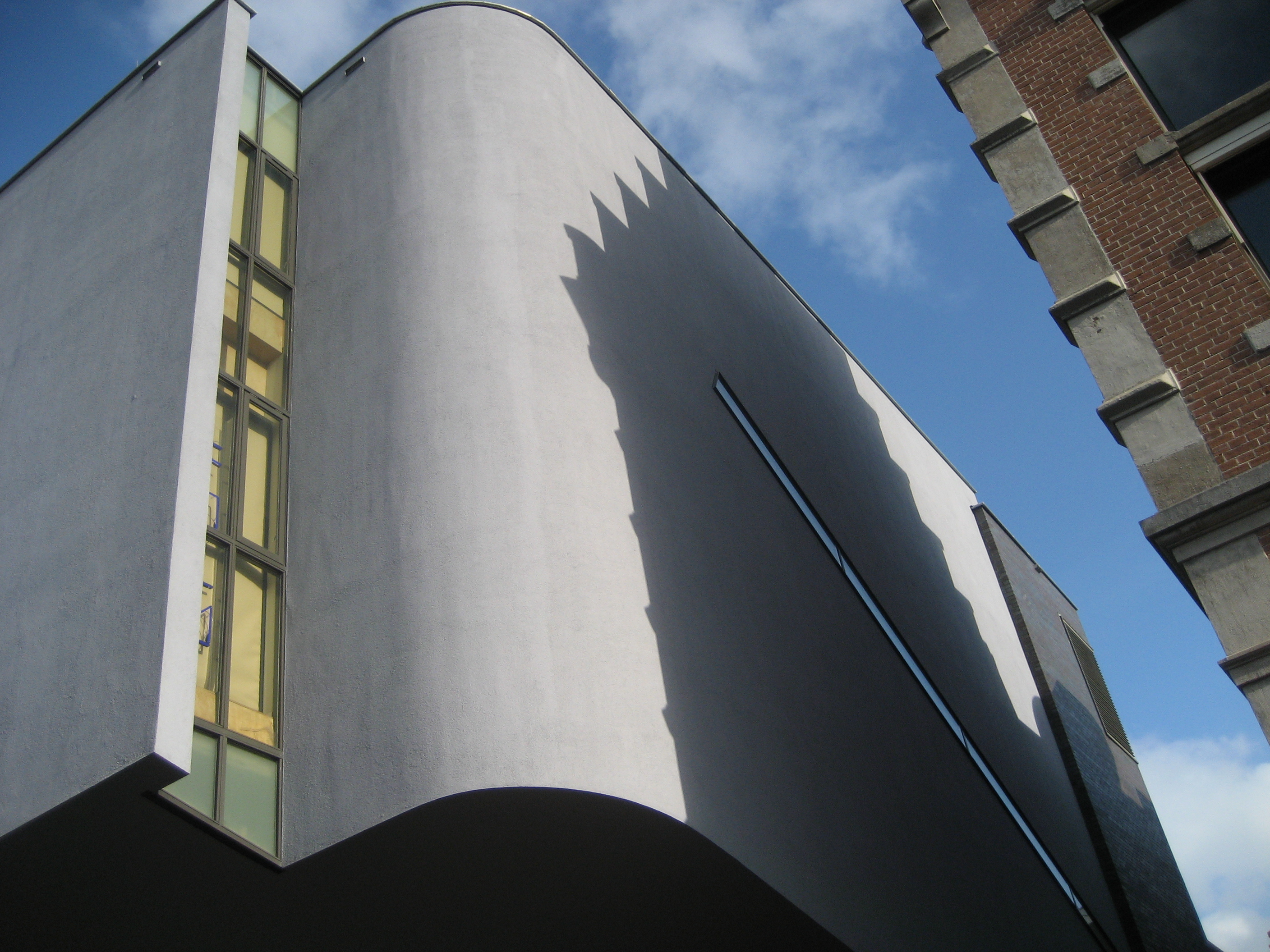
Detail van het huidige pand in de Lange Begijnestraat
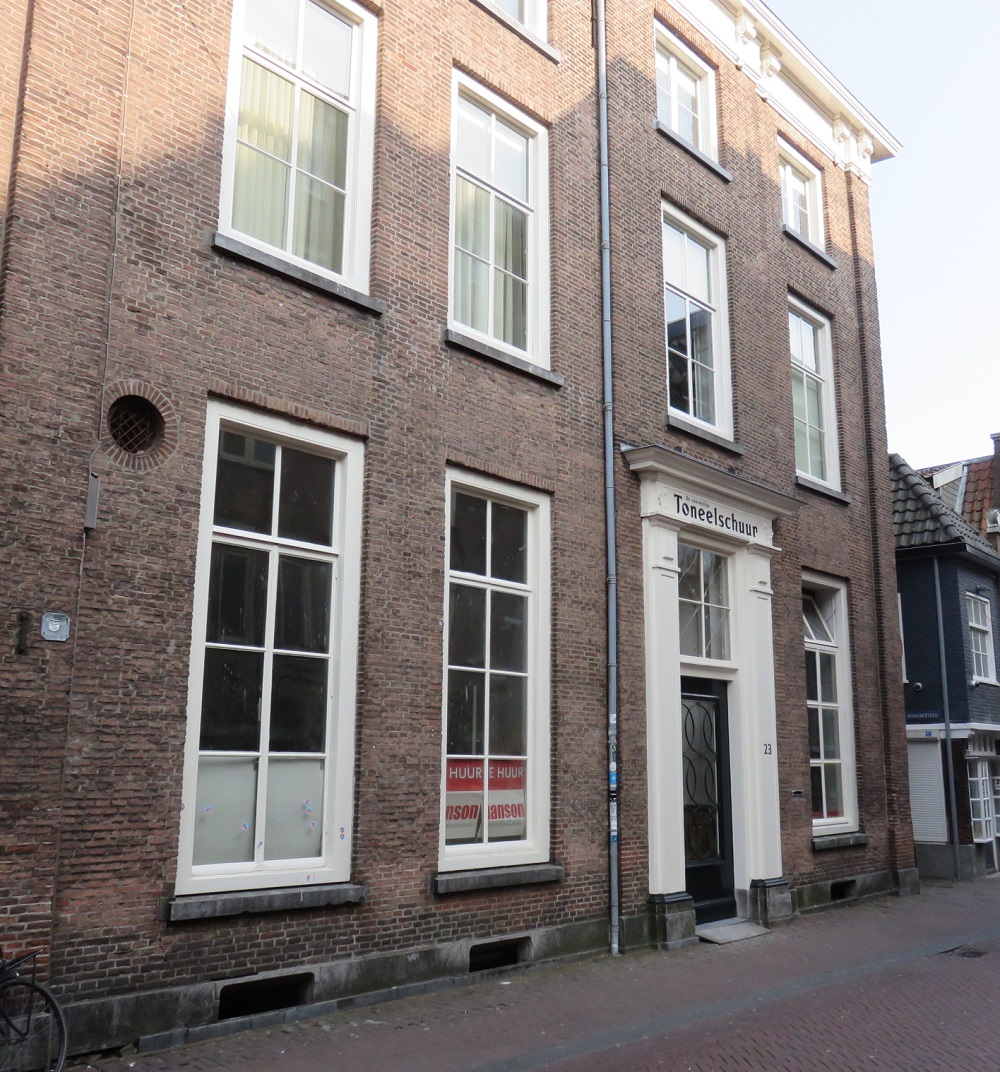
Het voormalige pand van de Toneelschuur in de Smedestraat nmr. 23
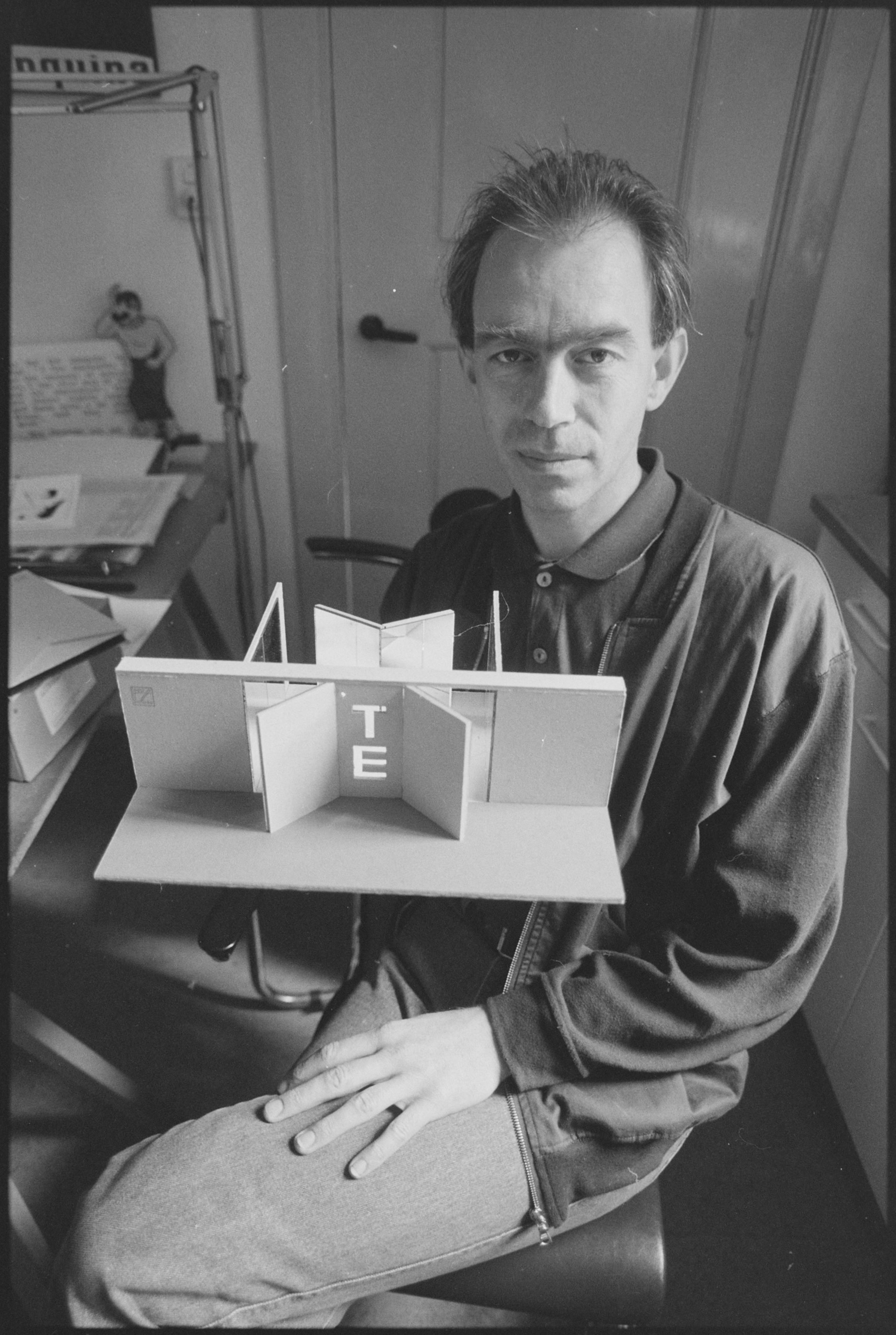
Joost Swarte met maquette (1989)